# Pio Pontremoli
Pio Alessandro Pontremoli (Vercelli, 12 marzo 1848 – Milano, 15 aprile 1919) è stato un dirigente d'azienda, imprenditore e ingegnere italiano, fondatore e primo direttore della Società Anonima Grandine, prima società di assicurazione contro la grandine.
Nel 1907 è stato il fondatore insieme ad Edgardo Morpurgo e Carlo Pesaro della "Assicurazione contro gli infortuni e responsabilità civili", filiale spagnola delle Generali con sede in Barcellona. Fu stretto collaboratore di Marco Besso ed Edgardo Morpurgo, con i quali è stato una delle figure di primo ordine nella storia delle Assicurazioni Generali.
È capostipite della famiglia "Pontremoli" che ininterrottamente da più di 150 anni lavora a livello dirigenziale presso il settore delle Assicurazioni e Riassicurazioni.

## Biografia
Pio Pontremoli nacque a Vercelli da Esdra Pontremoli (nato a Chieri nel 1818 e morto a Vercelli nel 1888), importante figura della comunità ebraica di Vercelli, e da Anna Vittoria Castelfranco (nata a Modena il 10 aprile 1824 e morta a Milano il 9 marzo del 1900), esponente di una famiglia nobile di banchieri della Corte di Modena.
Era zio di Aldo Pontremoli e nipote del famoso pittore Raffaele Pontremoli. Sì sposò con Itala Levi Fubini, proveniente da una famiglia di mercanti, imprenditori tessili e banchieri vicini alla Corte reale dei Savoia, che nel 1867 aveva ospitato nel proprio palazzo torinese l'imperatore Federico III di Germania, allora principe di prussia. Itala Fubini era nipote di David Levi, garibaldino e deputato del Regno, e di David Levi, imprenditore serico e primo sindaco ebreo d'Italia, era anche cugina di Cesare Lombroso, fondatore dell'antropologia criminale, e di Ettore Levi Della Vida, vice-direttore della Banca d'Italia. Nel 1848 la nonna di Itala, Giuditta Olivetti Fubini aveva partecipato al "Comitato delle donne di Torino" istituito dalla marchesa Anna Pallavicino-Trivulzio per organizzare il rifornimento delle truppe di Giuseppe Garibaldi appena arrivate a Bergamo.

### Carriera
Sin da giovane Pio Pontremoli mostrò una forte predisposizione per le materie scientifiche e in particolar modo nella fisica, vincendo alcune gare istituite a Vercelli. Nel 1862 il governo italiano istituì il "Concorso generale degli Istituti del Regno" con lo scopo di premiare i migliori studenti del Regno d'Italia in matematica e fisica, il giovane Pontremoli vinse la medaglia d'argento come secondo classificato dietro a Giacobbe Tedeschi e davanti a Davide Treves e Costantino Minola. Dopo aver concluso il liceo si iscrisse alla facoltà di Ingegneria civile del Politecnico di Torino, ove si laureò con pieni voti nel 1867. Iniziò quindi a svolgere la mansione di ingegnere, dedicandosi alla progettazione di alcuni edifici a Vercelli, dove risedette fino al 1888 nella casa di famiglia in "Via del Duomo". Venne in seguito assunto dalle Assicurazioni Generali, dove intraprenderà una brillante carriera come dirigente a partire dal 1869 fino a diventare ispettore generale dell'intero gruppo. Fu di un certo rilievo nella medesima società anche il fratello Enrico Pontremoli che negli anni ultimi anni dell'800 fondò e diresse la filiale greca delle Generali presso Atene.
Nel 1884 venne presentato dall'ingegnere Conte Guido Vimercati al consiglio della Associazione degli Ingegneri ed Architetti di Firenze, di cui diventò socio effettivo su ammissione di Felice Francolini. Oltre al Conte Vimercati la sua ammissione venne sostenuta dagli architetti Mannini Ferruccio e Vitta Edoardo.
Nel 1885 eseguì il progetto per il monumento funebre del compianto Cav.Giuseppe Raffaele Levi di Vercelli in stile moresco, in seguito approvato ed attuato. Il monumento verrà in seguito eseguito diligentemente dallo scalpellino Gariboldi. Nel 1888 si trasferisce a Milano in via Beretta 2, dove acquista una casa in stile art noveau di fine ottocento.
Il 31 dicembre 1889, sì presentò insieme agli agenti di Vercelli e Novara presso il consiglio di amministrazione delle Generali, con la richiesta di una compartecipazione da parte del gruppo nella società di assicurazioni da lui ideata, la Compagnia Grandine Italia, con capitale sociale di lire 4 milioni. Il progetto venne approvato dal consiglio centrale delle Generali, presieduto dal barone Giuseppe Morpurgo, in qualità di direttore generale, e da Marco Besso, quale segretario generale. Le Generali infatti da anni avevano soppresso completamente il ramo grandine della società, senza più dunque operare in questo campo.
Nel 1891 fondò a Milano la Società Anonima Grandine, prima società di assicurazione contro la grandine, della quale rimarrà direttore generale sino all'aprile 1919. Il primo consiglio di amministrazione era così costituito: direttore generale Pio Pontremoli; vice-direttore Federico Tamburini; presidente Carlo Cagnola; vice-presidente Angelo Bargoni; consiglieri delegati Marco Besso, Giuseppe Da Zara, Conte Ruggero Revedin, Leopoldo Pullè, Giovanni Visconti Venosta, Barone Giuseppe Weil Weiss di Lainate, Federico Tivoli. La società aveva sede a Milano in via Bassano Porrone 8, al primo piano del palazzo di proprietà delle Assicurazioni Generali. In seguito la sede si spostò in Piazza Cordusio al numero 2. Il capitale sociale del 1891 ammontava ad un totale di L. 4.000.000 interamente versato.
Già nel primo esercizio la società realizzò 7.800 polizze assicurative, premi per L. 2.600.000 assicurando per un totale di ben trentanove milioni di lire (attualizzati 165 milioni di euro). Con la fondazione dell'Anonima Grandine, Milano divenne il principale centro di assicurazioni per la grandine d'Italia.
Nel 1899 la società Anonima Grandine partecipò all'esposizione nazionale di Torino. In questa occasione la società venne designata dagli ispettori come vincitrice del primo posto tra le aziende settoriali partecipanti. Il merito di tale successo venne dato all'abilità imprenditoriale e dirigenziale del Pontremoli, a cui in seguito, su proposta di alcuni membri del consiglio tra cui Marco Besso, venne attribuita l'onorificenza ottenuta dalla società.
Il 1904 fu un anno particolarmente difficile per tutte le Assicurazioni Grandine in Italia. Di tutte però l'Anonima grandine, grazie all'abilità dei suoi dirigenti (Besso e il Pontremoli), riuscì a ridurre al minimo le perdite, risultando la migliore in Italia. In quell'anno la società possedeva ben L. 92 milioni di capitali assicurati, ed ebbe un incasso di L. 3,7 milioni con risarcimenti di L. 3,6 milioni.
A Milano, il 30 novembre 1907, in qualità di direttore generale della "Prima compagnia austriaca di assicurazioni generali contro le disgrazie accidentali" (Erste Allgemeine Schaden- und Unfallversicherung) di Vienna, concorda, insieme alla "Società Italiana di Assicurazione contro gli Infortuni" (presieduta da Edgardo Morpurgo e da Carlo Pesaro), la fondazione di una società contro gli infortuni nel "Regno di Spagna e Colonie" con sede in Barcellona, per conto delle Assicurazioni Generali. Il trattato prevedeva la compartecipazione del 50% per ognuna delle due società.
Nel 1907 e nel 1908 appare nel consiglio di amministrazione della società tipografica "Accomondita E.Berardi & Co.", in qualità di sindaco effettivo unitamente a Flaminio Binda e Carlo Compagnani. Nel consiglio sedevano in qualità di consiglieri delegati Cesare Saldini, Emilio Treves, Virginia Tedeschi-Treves.
Nel 1911 intraprese insieme Marco Besso una battaglia legale contro Enea Cavalieri per reati di ingiuria e diffamazione a mezzo stampa, commessi ai loro danni a Roma nel gennaio 1909 e nel 1910. Quest'ultimo aveva riportato uno studio alla commissione istituita dal Ministero dell'agricoltura ove lamentava il costo eccessivo delle tariffe assicurative contro la grandine rispetto ad altri paesi europei come Francia e Germania. In base a questi studi l'onorevole Luigi Giordano in data 21 febbraio 1914 fece la proposta di legge al fine di istituire delle Casse mutue provinciali per i danni della grandine. Con l'approvazione di questo disegno di legge lo stato avrebbe avuto il totale monopolio sul mercato delle polizze assicurative contro la grandine. Questa operazione era già stata attuata per le "Assicurazioni Vita" con la creazione dell'Istituto Nazionale delle Assicurazioni (INA) fortemente voluto dal Governo Giolitti.
Nel 1911 infatti il suo omologo della Anonima Infortuni, Edgardo Morpurgo, autorevolmente spalleggiato dal console austriaco, aveva combattuto invano il progetto di Giovanni Giolitti che avrebbe danneggiato le compagnie Triestine, e quindi i grandi capitali degli investitori austriaci.
Nel 1912 compare nel consiglio di amministrazione della casa editrice Fratelli Treves, fondata da Emilio Treves a Milano nel 1870, in qualità di sindaco effettivo. Con Luigi Della Torre e Giuseppe Pontremoli costituì la Società Editrice Italiana (SEI) attraverso la quale assunsero l'amministrazione della nota rivista L'Illustrazione italiana, che negli anni 1911-1912 si era schierata fieramente contro l'impresa libica.
La S.E.I. effettuò l'acquisizione di alcuni giornali del Centro-Nord Italia tra cui: il quotidiano milanese «Il Secolo» (1909), il «Giornale del Mattino» di Bologna (1910), «Il Messaggero» di Roma (1911) e «La Gazzetta dello Sport» (1913).
Nel 1911 subentrò al fratello Alfredo in qualità di consigliere delegato e vice-presidente della società anonima Cartiere di Besozzo, con sede in Milano e capitale sociale di L. 550.000 interamente versato.
In seguito ne divenne anche amministratore delegato.  L'azienda era stata fondata dal fratello Alfredo Pontremoli, padre di Aldo Pontremoli, morto in seguito a causa di una grave e lunga malattia che per tempo lo aveva costretto lontano dalle sue attività imprenditoriali. La cartiera, era la fornitrice di carta per la stampa delle principali testate giornalistiche di Milano tra cui Il Secolo, Il Corriere della Sera, La Gazzetta dello Sport e il Sole 24 ore. Mantenne questa carica sino alla morte avvenuta nel 1919 a Milano. Venne seppellito nel Cimitero Monumentale di Milano in un monumento eseguito dal noto architetto Alessandro Minali.
Durante la sua direzione l'Anonima Grandine crebbe moltissimo tanto da diventare una delle compagnie di assicurazioni più solide in Italia, ciò venne sottolineato durante il centenario del gruppo Generali. In particolare sotto la sua direzione l'Anonima Grandine, e quindi le Generali, divenne la più importante società nel ramo grandine in Italia. La società Anonima Grandine verrà successivamente assorbita dalle Assicurazioni Generali. Alcune riviste assicurative lo definirono come "una specialità nel difficilissimo ramo grandine", nonché "gentiluomo colto, attivo e sereno amministratore".

### Attivismo
Nel 1895 venne ammesso dal noto scienziato ed astronomo francese Jules Janssen come membro dell'Société astronomique de France (SAF).Rimase associato fino alla sua scomparsa nel 1919. Di ideali liberali nell'aprile del 1902 partecipò al "XIe Congrès universel de la paix" tenutosi a Monaco sotto il presidio del principe Alberto I di Monaco.
Fu tra le altre cose finanziatore e socio della "Società per le Belle Arti ed Esposizione Permanente", conosciuta come La Permanente. Durante l'assemblea generale dei soci indetta nel 1912, la Società estrasse le opere acquistate per attribuirle ai soci. Al Pontremoli fu attribuito il pastello "Autunno" di Romolo Ubertalli. Parte delle sue corrispondenze con il ministro e presidente del consiglio Luigi Luzzatti, con Gaston Moch e Aldo Fanfani sono custodite presso l'Istituto Veneto di Scienze Lettere ed Arte.

### Vita privata
Dal matrimonio con Itala Fubini ebbe quattro figli: Alberto, Bruno sposato con Lea Jarach figlia del famoso industriale il Comandante Federico Jarach, Guido e Mario sposato con la nipote del deputato Giovanni Battista Spangher. Anche il figlio Mario Pontremoli si affermerà come brillante manager di assicurazioni, presso il gruppo RAS.

### Le assicurazioni e i Pontremoli
Pio insieme ad il fratello Enrico Pontremoli, fondatore e primo direttore delle Assicurazioni Generali in Grecia e direttore generale di Ausonia Assicurazioni, hanno dato inizio ad una lunga tradizione famigliare legata al settore delle Assicurazioni che perdura da più di 150 anni attraverso quattro generazioni. 
|                                                                                                  |                                                                                                  |                                                                                            |                                                                                            |
|                                                                                                  | Famiglia Pontremoli                                                                              |                                                                                            |                                                                                            |
|                                                                                                  |                                                                                                  |                                                                                            |                                                                                            |
|                                                                                                  |                                                                                                  |                                                                                            |                                                                                            |
| Comm.Pio Pontremoli Dirigente presso le Assicurazioni Generali e fondatore dell'Anonima Grandine | Comm.Pio Pontremoli Dirigente presso le Assicurazioni Generali e fondatore dell'Anonima Grandine | Gr.Cr.Enrico Pontremoli Dirigente presso le Assicurazioni Generali e Ausonia Assicurazioni | Gr.Cr.Enrico Pontremoli Dirigente presso le Assicurazioni Generali e Ausonia Assicurazioni |
|                                                                                                  |                                                                                                  |                                                                                            |                                                                                            |
|                                                                                                  |                                                                                                  |                                                                                            |                                                                                            |
| Gr.Uff.Mario Pontremoli Direttore generale dell'Assicuratrice Italiana                           |                                                                                                  |                                                                                            |                                                                                            |
|                                                                                                  |                                                                                                  |                                                                                            |                                                                                            |
|                                                                                                  |                                                                                                  |                                                                                            |                                                                                            |
| Cav.Roberto Pontremoli Direttore generale di sette diverse compagnie di assicurazioni            |                                                                                                  |                                                                                            |                                                                                            |
|                                                                                                  |                                                                                                  |                                                                                            |                                                                                            |
|                                                                                                  |                                                                                                  |                                                                                            |                                                                                            |
| Federico Pontremoli Agente Generale presso la Vittoria Assicurazioni                             |                                                                                                  |                                                                                            |                                                                                            |

Essi tra le altre cose erano imparentati con Samuele Della Vida, fondatore e primo direttore delle Assicurazioni Generali; con Leone Pincherle, primo segretario generale della filiale veneta nonché fondatore e primo direttore delle Assicurazioni Generali in Parigi; con Samuele Scandiani, segretario generale delle Generali.
Per linea materna discendevano dalla famiglia Trieste di Padova, che agli albori dell'800 era stata tra i primi finanziatori, nonché soci, delle Assicurazioni Generali e dell'affiliata Azienda di Assicurazione di Trieste, fondate da Giuseppe Lazzaro Morpurgo. Tra gli antenati Trieste spicca la figura di Gabriel Trieste juniore, uno dei principali soci oltre che consigliere delegato di Assicurazioni Generali, che contribuì al lavoro svolto dal direttore Masino Levi.
Attualmente la famiglia Pontremoli è rappresentata da Roberto Pontremoli presidente della sezione lombarda dell'Associazione Internazionale di Diritto delle Assicurazioni, e da Federico Pontremoli agente della Vittoria Assicurazioni.

## Onorificenze
Onorificenze italiane

## Opere

### Architettura funebre
- Monumento funebre dell'Ecc. Cav. Rabb. Giuseppe Raffaele Levi, in stile moresco, Vercelli, 1885.[45]